# Generalgouvernement Berg
Das Generalgouvernement Berg war eine provisorische Verwaltungseinheit und Teil des Zentralverwaltungsdepartements, die vom 25. November 1813 bis zum 15. Juni 1815 bestand und nach der Auflösung des Großherzogtums Berg von den „Hohen verbündeten Mächten“ eingerichtet wurde. Das Verwaltungsgebiet erstreckte sich auf das Gebiet des bis 1806 bestehenden (alten) Herzogtums Berg sowie die Herrschaften Gimborn, Homburg und Wildenburg.

## Geschichte
Nach der Niederlage Napoleons in der Schlacht von Leipzig am 16. bis 19. Oktober 1813 wurde seitens der Alliierten die Verwaltung der von Napoleon eroberten Gebiete neu organisiert. Schon am 23. Oktober 1813 wurde ein Zentralverwaltungsdepartement eingerichtet und Generalgouverneure für die einzelnen Länder ernannt. Gebiete, die vor 1805 den Verbündeten gehört hatten, fielen sogleich an diese zurück. Am 10. November 1813 erreichten russische Truppen bei Düsseldorf den Rhein. Die französische Beamtenschaft hatte sich schon am Vortag über den Rhein abgesetzt. Am 25. November 1813 wurde dann, per Dekret des Freiherrn vom Stein, das Generalgouvernement Berg mit Verwaltungssitz in Düsseldorf gebildet.

### Das Generalgouvernement
Der gebürtige Osnabrücker Karl Justus Gruner, zu der Zeit kaiserlich russischer wirklicher Etats-Rat, übernahm am 13. November 1813 im Namen der „Hohen verbündeten Mächte“ als provisorischer Generalgouverneur die Verwaltung des Besatzungsgebietes, das sich in einer Größe von 71 Quadratmeilen über das ehemalige Herzogtum Berg, die Herrschaften Gimborn, Homburg und Wildenburg erstreckte und rund 350.000 Einwohner umfasste. Das Generalgouvernement Berg zählte zu den damals am dichtesten besiedelten Regionen Deutschlands und verfügte über eine Gewerbelandschaft mit Stahl- und Eisenindustrie, Woll-, Leinen- und Seidenmanufakturen.
Am 27. Januar 1814 wurde das Generalgouvernement in vier Kreise mit den Hauptorten Düsseldorf, Elberfeld, Mülheim a. Rhein und Wipperfürth aufgeteilt, denen je ein Kreisdirektor vorstand, wobei die französische Munizipalverfassung unverändert beibehalten wurde. Bereits am 3. Dezember 1813 hatte Generalgouverneur Gruner deutsche Amtsbezeichnungen wie Bürgermeister, Stadträte, Schöffen usw. eingeführt. Weitere Reformen wie z. B. die der Finanzverwaltung und des Medizinalwesens folgten. Besonderes Augenmerk richtete Gruner auf die Polizeiverwaltung. Jeder Kanton erhielt einen Polizeivogt. Die amtlichen Bekanntmachungen wurden in dem „Bergischen Gouvernementsblatt“ veröffentlicht.
Im Februar 1814 wurde der nach Trier versetzte Gruner durch Prinz Alexander von Solms-Lich als Generalgouverneur ersetzt, der das Amt bis zum Pariser Frieden im Mai 1814 innehatte. Es kristallisierte sich heraus, dass bei einer Neuordnung Europas das Rheinland an Preußen fallen würde. Am 15. Juni 1814 ging dann die Verwaltung des Generalgouvernements Berg an Preußen über und Gruner kehrte wieder als Generalgouverneur nach Düsseldorf zurück.

### Übergang zur Rheinprovinz
Nach dem endgültigen Anfall des Landes an Preußen und der Huldigung am 15. Mai 1815 verließ Gruner seine Wirkungsstätte und der Generalgouverneur vom Mittel- und Niederrhein, August Sack, übernahm am 15. Juni 1815 auch die Verwaltung des Generalgouvernements Berg bis zur endgültigen Einrichtung der preußischen Verwaltungsbehörden im April 1816.

## Verwaltungsbezirke
Nach der Neugliederung der Verwaltung vom 27. Januar 1814 umfasste das Generalgouvernement Berg folgende Teile des vorherigen Großherzogtums:
| Kreis            | Gebiet |
| ---------------- | --- |
| Düsseldorf       | das gesamte vorherige Arrondissement Düsseldorf mit den Kantonen Düsseldorf, Mettmann, Opladen, Ratingen, Richrath und Velbert, sowie der Mairie Mülheim an der Ruhr |
| Elberfeld        | vom vorherigen Arrondissement Elberfeld die Kantone Barmen, Elberfeld, Lennep, Ronsdorf und Wermelskirchen |
| Mülheim am Rhein | vom vorherigen Arrondissement Mülheim die Kantone Bensberg, Hennef, Königswinter, Mülheim, und Siegburg |
| Wipperfürth      | vom vorherigen Arrondissement Mülheim den Kanton Lindlar und vom vorherigen Arrondissement Elberfeld den Kanton Wipperfürth sowie vom vorherigen Arrondissement Siegen die Kantone Eitorf, Gummersbach, Homburg und Waldbröl; außerdem die Mairie Friesenhagen aus dem Kanton Wildenburg, die dem Kanton Waldbröl zugeordnet wurde |